# 上甲正典
上甲 正典（じょうこう まさのり、1947年6月24日 - 2014年9月2日）は、日本の高校野球指導者。愛媛県立宇和島東高等学校野球部部長・監督を経て、済美高等学校野球部監督を務めた。

## 来歴・人物
愛媛県北宇和郡三間町（現・宇和島市）に生まれる。宇和島東高では三塁手として活躍するも甲子園出場は無し。その後、龍谷大学文学部社会学科（現在は社会学部社会学科）に進学。4年間ベンチ入りしたが、リーグ戦には8試合の出場にとどまった。大学卒業後の1969年に京都の三和金属に就職したが、すぐ退社。宇和島に戻り製薬会社に再就職。セールスの傍ら薬種商になる勉強を重ねて、薬店を開く。
1975年に母校・宇和島東高校の部長となり、2年後に監督就任。1987年の第69回全国高等学校野球選手権大会で甲子園初出場。翌年春の第60回選抜高等学校野球大会で宇和島東高をセンバツ初出場初優勝に導く。1997年～1999年にかけて愛媛大会を3連覇を果たし3年連続で夏の甲子園へ出場を果たした。2001年6月に妻を癌で亡くしている（享年52）。直後の第83回愛媛大会では決勝まで進出するも、松山商業高校に6-7で惜敗し、甲子園出場を逃した。夏の大会終了後の8月27日に宇和島東の監督を辞任した。しかしその後、生前、妻が友人に対し話していた「監督をやっている時の夫の顔が一番好き」「夫から野球を取ったら何が残る」などという言葉を聞き、宇和島の薬店を閉店させ、以前から勧誘を受けていた済美高校の事務職員になり、同年9月10日に野球部の創部とともに初代監督に就任することが発表された。
2004年には福井優也投手らを擁し、第76回選抜高等学校野球大会で済美高を創部3年目ながらセンバツ初出場初優勝に導く。甲子園で2つの高校を優勝に導いた監督は、原貢、木内幸男に次ぎ3人目であった。また、夏の選手権では、先に原貢が2つの学校を「初優勝」させているが、選抜甲子園では上甲が初めてである。同年の第86回全国高等学校野球選手権大会にも出場し、決勝戦まで進出。春夏連覇に王手をかけたが、決勝戦で駒大苫小牧高校に10-13で敗れ準優勝に終わった。
2008年には同校の3年ぶり3回目となる第90回全国高等学校野球選手権記念大会出場を決めた。同大会では智弁和歌山高校に0-3で完封負けし初戦敗退であった。
2013年には、愛媛大会で157キロをマークした2年生エース・安樂智大らを擁し、同校にとって9年ぶり2度目となる第85回選抜高等学校野球大会への出場を決める。決勝まで勝ち進み、試合前に「相手に離されず最少失点で守りたい。最後に1点多く取って終われたらと思う。（安樂には）精神力で投げてほしい」と語ったが、浦和学院高校（埼玉）に1-17で敗れ、優勝はならなかった。さらに同年夏にも第95回全国高等学校野球選手権大会へ出場を決めたが、花巻東高校との3回戦で延長戦の末6-7で敗れ、「悔しい、本当に悔しい。私の采配で負けた」と話した。初戦の三重高校との試合の前の取材では、「球数の問題はプロでもよくいいますね。でもそれは日本の伝統ある高校野球にはそぐわない。肉体の限界を精神力で乗り越える。武士道精神のような厳しさもまた高校野球だと思います」と述べていた。同大会において、地方大会から甲子園敗退まで全イニングを安樂に投げさせた采配などが、高校球児の登板過多問題の一例として一部で取り上げられることもあった。
2014年の第96回高校野球大会は、3年生になった安樂らを擁したが愛媛大会の3回戦で東温（7月24日坊っちゃんスタジアム）に1-4で敗れ甲子園出場はならなかった。この試合が最後の采配となった。2013年の秋ごろから体調を崩し、愛媛大会終了後の2014年8月から入院していたが、2014年9月2日午前9時15分、胆道がんのため愛媛県東温市の病院で死去した。67歳没。なお上甲の亡くなる1週間前の8月26日、同じ四国の強豪校である明徳義塾高校の野球部監督・馬淵史郎 との会話を長女に懇願、病室へ見舞いに駆け付けた馬淵は上甲と背中合わせのまま約1時間半の間、野球の想い出話を語っていたという。また亡くなる前日の9月1日には済美高校時代の教え子の一人である鵜久森淳志が北海道日本ハムファイターズの選手として遠征していた東京から本拠地・札幌への移動日を利用して見舞いに訪れていた。戒名は「弄球院正岳秀典居士」。座右の銘は「夢叶うまで挑戦」。同年秋、同じく済美高校時代の教え子の一人である安樂はプロ志望届を表明し、2014年プロ野球ドラフトで2球団競合の末に楽天より1位指名を受けるが、それを見届けることはできなかった。

## 甲子園での成績
- 宇和島東：出場11回・10勝10敗・優勝1回（春：出場4回・7勝3敗・優勝1回／夏：出場7回・3勝7敗）
- 済美：出場6回・15勝5敗・優勝1回・準優勝2回（春：出場2回・9勝1敗・優勝1回・準優勝1回／夏：出場4回・6勝4敗・準優勝1回）
- 通算：出場17回・25勝15敗・優勝2回（1988年春、2004年春）・準優勝2回（2004年夏、2013年春）

## 主な教え子

### 宇和島東時代
- 平井正史（1993年ドラフト1位 オリックス→中日→オリックス）
- 岩村敬士（1996年ドラフト7位 日本体育大学中退→近鉄）
- 橋本将（1994年ドラフト3位 ロッテ→横浜）
- 宮出隆自（1995年ドラフト2位 ヤクルト→楽天→ヤクルト）
- 岩村明憲（1996年ドラフト2位 ヤクルト→レイズ→パイレーツ→アスレチックス→楽天→ヤクルト）
- 高木啓充（2005年ドラフト4巡目 大阪体育大学→ヤクルト）

### 済美時代
- 高橋勇丞（2004年ドラフト7巡目 阪神）
- 鵜久森淳志（2004年ドラフト8巡目 日本ハム→ヤクルト）
- 福井優也（2010年ドラフト1位 早稲田大学→広島→楽天）
- 安樂智大（2014年ドラフト1位 楽天）
- 前田裕太、高岸宏行（お笑い芸人・ティモンディ 高岸は東洋大学→BC・栃木）